# احضار روح

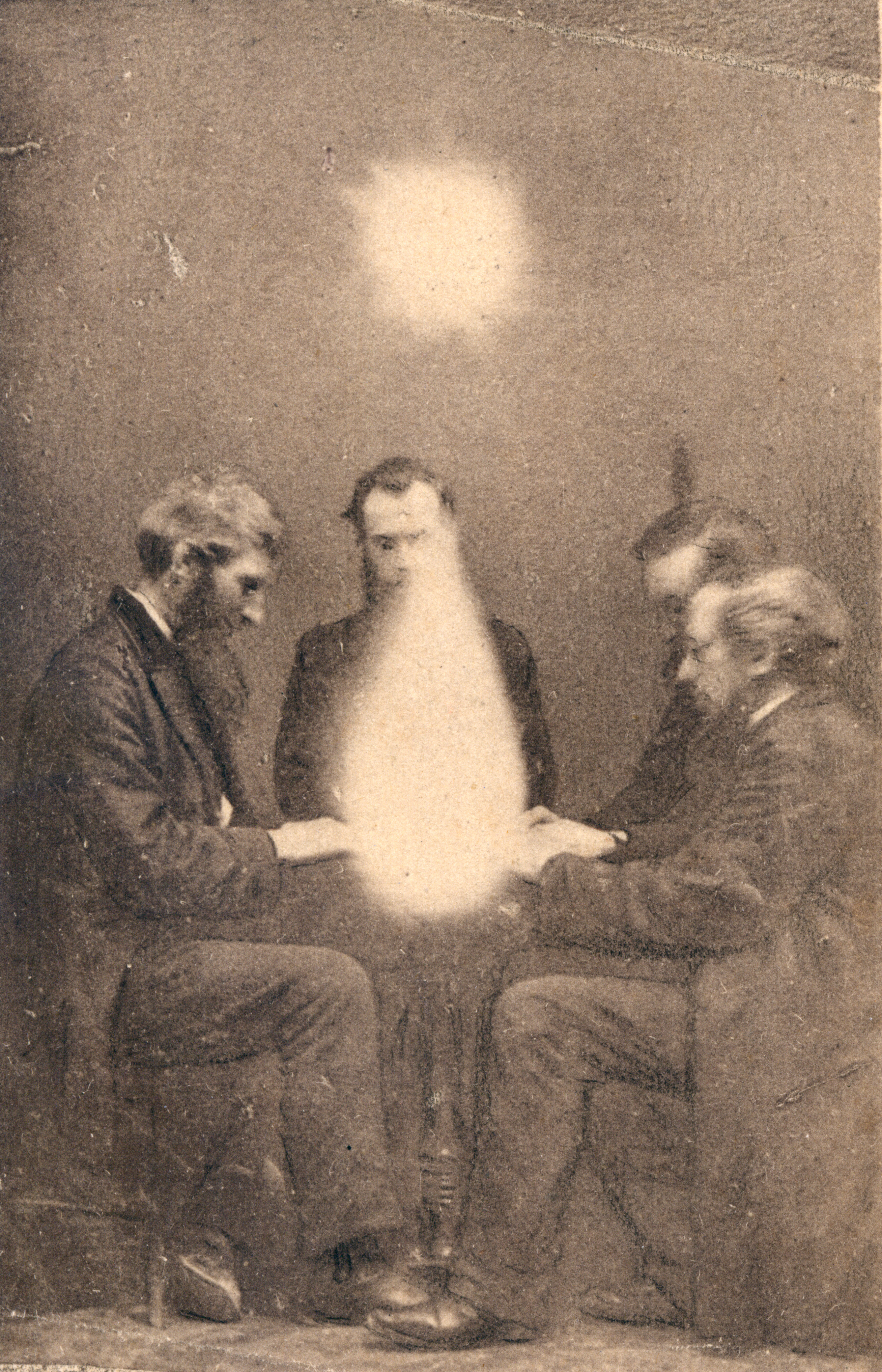
احضار روح توسط جان بیتی در بریستول انگلستان 1872.

احضار روح (به انگلیسی: Séance) تلاشی برای برقراری ارتباط با ارواح است. کلمه séance از کلمه فرانسوی "جلسه"، از seoir فرانسه قدیم، "نشستن" گرفته شده‌است. در فرانسه معنای این کلمه کاملاً عمومی است؛که به عنوان مثال می‌توان از "une séance de cinéma" ("یک جلسه فیلم") صحبت کرد. با این حال، در انگلیسی، این کلمه به‌طور خاص برای جلسه افرادی که برای دریافت پیام از اشباح یا گوش دادن به یک گفتگوی متوسط با روح یا انتقال پیام از روح جمع شده‌اند، مورد استفاده قرار گرفت. در استفاده از انگلیسی مدرن، شرکت کنندگان نیازی به نشستن ندارند در حالی که درگیر یک جلسه هستند.
گفتگوهای خیالی بین مرحوم در گفتگوی مردگان توسط جورج، اولین بارون لیتلتون، منتشر شده در انگلستان در سال ۱۷۶۰ ظاهر شد. از روح‌های برجسته نقل شده در این جلد می‌توان به پیتر بزرگ، پریکلس، «وحشی آمریکای شمالی»، ویلیام پن، و کریستینا، ملکه سوئد. با تأسیس دین معنویت در اواسط قرن نوزدهم محبوبیت سناریوها به طرز چشمگیری افزایش یافت. شاید شناخته شده‌ترین سلسله احکام انجام شده در آن زمان موارد مربوط به ماری تاد لینکلن باشد که با ناراحتی از دست دادن پسرش، مراسم معنویت گرایی را در کاخ سفید ترتیب داد که شوهرش، رئیس‌جمهور آبراهام لینکلن و دیگر اعضای برجسته در آن حضور داشتند. جامعه گزارش کمیسیون سایبرت ۱۸۸۷ با انتشار افشای تقلب و نمایش در بین رهبران سکولار، اعتبار معنویت را در اوج محبوبیت خدشه دار کرد. مراسم مدرن امروزه همچنان بخشی از خدمات مذهبی کلیساهای Spiritualist , Spiritist و Espiritismo است، جایی که تأکید بیشتری بر ارزش‌های معنوی در مقابل نمایش است.

## ایرادات و انتقادهای علمی
دانشمندان با استناد به فقدان شواهد تجربی، معمولاً هر دو حالت دینی و غیر مذهبی را کلاهبرداری یا حداقل نوعی کلاهبرداری متدین می‌دانند. قرار گرفتن در معرض رسانه‌های فرضی که استفاده از ابزارهای سانسور ناشی از تکنیک‌های جادوی صحنه‌ای است، برای بسیاری از معتقدان به ارتباط معنوی نگران کننده است. به ویژه، مواجهه با برادران Davenport در دهه ۱۸۷۰ به عنوان توهم گرایان و گزارش ۱۸۸۷ کمیسیون سایبرت، به اولین مرحله تاریخی معنویت خاتمه داد. جادوگران صحنه‌ای مانند جان نویل ماسکلین و هری هودینی در اواخر قرن نوزدهم و اوایل قرن بیستم اقدام به افشای رسانه‌های تقلبی کردند. در سال ۱۹۷۶، م. لامار کین فنون فریبنده‌ای را توصیف کرد که خود وی در دوره‌های قانونی استفاده کرده بود. با این حال، در همان کتاب، کین همچنین اظهار داشت که او هنوز اعتقاد راسخ به خدا، زندگی پس از مرگ، ESP و سایر پدیده‌های روحی داشت. جادوگر درن براون در Seance ویژه تلویزیونی خود در سال ۲۰۰۴ سنی را برگزار کرد و سپس برخی از ترفندهای مورد استفاده وی (و مدیوم‌های قرن نوزدهم) را برای ایجاد توهم وقایع ماورالطبیعه توصیف کرد.
منتقدان کانال سازی - اعم از مشکوکین و معتقدین - اظهار می‌دارند که از آنجا که متداول‌ترین تظاهرات فیزیکی کانال سازی، الگوی صوتی غیرمعمول یا رفتارهای آشکار غیرطبیعی رسانه است، می‌تواند به راحتی توسط کسی که استعداد تئاتری دارد جعل شود. منتقدان فنون ارتباطات هیئت روحی - که باز هم شامل افراد مشکوک و ایماندار می‌شود - اظهار می‌دارند که این فرضیه که روحیه باعث حرکت پلانکت و نوشتن پیام با استفاده از نمادهای روی صفحه می‌شود، با این واقعیت که چندین نفر دست خود را بر روی چوب دارند، تضعیف می‌شود، که به هر یک از آن‌ها اجازه می‌دهد هر آنچه را که می‌خواهند بدون اینکه دیگران بدانند، هجی کنند. آن‌ها ادعا می‌کنند که این یک ترفند رایج است که در مواردی مانند مهمانی‌های خواب در نوجوانان برای ترساندن افراد حاضر استفاده می‌شود.
انتقاد دیگر از ارتباط هیئت مدیره روحانی شامل چیزی است که تحت عنوان اثر ایدوموتور مطرح می‌شود که به عنوان یک خودکار یا مکانیزم ناخودآگاه مطرح شده‌است، که توسط آن کاربر ذهن Ouija ناآگاهانه دست خود را به سمت صفحه هدایت می‌کند، از این رو صادقانه باور خواهد کرد که آن را حرکت نمی‌دهد، در حالی که، در واقع، او است. این نظریه بر این فرضیه نهفته استوار است که بشر در واقع «ضمیر ناخودآگاه» دارد، اعتقادی که همه در آن اعتقاد ندارند.
مواجهه با کلاهبرداری توسط ابزارهای استفاده‌کننده از دو نتیجه متفاوت بوده‌است: بدبینی‌ها از مواجهه تاریخی به عنوان چارچوبی استفاده کرده‌اند که از طریق آن می‌توانند تمام ارتباطات روحی را ذاتاً کلاهبرداری بدانند، در حالی که معتقدان تمایل دارند ابزارهای خود را از بین ببرند اما همچنان به مداخله در این کشورها ادامه می‌دهند. اطمینان کامل از ارزش معنوی آن برای آن‌ها.
در تعالیم یهودیت و مسیحیت تلاش برای تطمیع یا کنترل ارواح مطابق با کتاب تثنیه باب هجدهم: ۹–۱۲ گناه محسوب می‌شود.

## ویجا
تخته‌های روح، که به آنها تخته‌های گفتگو یا تخته‌های ouija نیز می‌گویند (بعد از یک نام تجاری معروف) قرص‌های مسطحی هستند که به‌طور معمول از چوب، ماسونیت، نئوپان یا پلاستیک ساخته می‌شوند. روی تابلو تعدادی علامت، تصویر، حروف، اعداد یا کلمات وجود دارد. این تخته با یک پلانکت (به فرانسوی "تخته کوچک") همراه است، که می‌تواند به شکل یک اشاره گر در سه‌پایه یا ذره بین روی پاها باشد. تخته‌های خانگی ممکن است از یک لیوان تخته ای به عنوان نوار چسب استفاده کنند. یک صفحه ابتدایی Ouija به سادگی شامل الفبای هر کشوری است که در آن صفحه استفاده می‌شود، اگرچه اضافه شدن کل کلمات غیرمعمول نیست.
از تخته به شرح زیر استفاده می‌شود: یک یا چند نفر از شرکت کنندگان در جلسه، یک یا دو انگشت خود را روی صفحه ای قرار می‌دهند که در وسط تخته قرار دارد. رسانه تعیین شده سوالاتی راجع به روح (روانی) که می‌خواهند با آنها ارتباط برقرار کنند می‌پرسد.